# Villa Filangeri
Villa Filangeri (il cui nome completo è Villa Filangeri di Santa Flavia, raramente indicata anche come Palazzo Mazzarino), si trova nel comune di Santa Flavia in provincia di Palermo.
Era la residenza per la villeggiatura estiva della famiglia Filangeri, principi di questo territorio. Attualmente è sede dell'amministrazione comunale di Santa Flavia.

## Storia
Il nucleo originario, risale probabilmente ai primi decenni del XVII secolo, quando nell'area dell'attuale residenza sorgeva una "casina", di proprietà del sacerdote Don Giacomo Lamattina (o La Mattina).
Nel 1666, il principe Pietro Filangeri acquista l'abitazione e la vicina chiesetta di Sant'Anna – successivamente trasformata fino a diventare l'attuale Basilica soluntina di Sant'Anna – e comincia la costruzione per la sua residenza per la villeggiatura.
Fu tuttavia nel secolo successivo, che interventi di ampliamento e decorazione cambiarono radicalmente l'assetto dell'edificio: nel 1746 venne creato il cortile rettangolare centrale, presente piuttosto raramente nelle ville coeve e, intorno al 1750, si decorarono i prospetti con elementi in stucco di stile Rococò.
Nel secondo dopoguerra fu venduta dai conti Lanza di Mazzarino al Comune, che ne ha fatto la propria sede: questa nuova destinazione d'uso, ha notevolmente alterato la suddivisione di gran parte degli spazi interni, non tenendo conto delle originarie decorazioni pittoriche e scultoree.

## L'architettura

### La residenza
La Villa oggi si presenta con un prospetto Barocco caratterizzato da una scenografica scalinata a doppia rampa, decorato con medaglioni a stucco ornati da ghirlande Rococò e da quattro statue in marmo bianco poste su alti basamenti in pietra, allegorie delle Quattro Stagioni.
Tra Ottocento e Novecento, Ernesto Basile fu autore di alcuni interventi di ristrutturazione: al piano terreno, ricavò la Sala da Biliardo, che porta oggi il suo nome, dotata ancora delle originarie boiserie lignee con reggi mensole "a colpo di frusta" (tipico elemento decorativo Art Nouveau), ed un soffitto a volta decorato con motivi floreali dalle tenui cromie.

### La Cappella
Sull'ingresso sinistro, si trova una piccola cappella con il prospetto Neogotico in mattoni, con una lunetta sovrapporta in ceramica invetriata policroma, ispirata allo stile dei Della Robbia, con angeli cantori che reggono un nastro con il motto latino GLORIA IN EX CELSIS DEO.

## Il parco
Nel prospetto posteriore, che guarda verso il parco, Ernesto Basile realizzò l'arioso Giardino d'inverno, una struttura in tufo con archi a tutto sesto chiusi da vetrate con infissi in bronzo di gusto eclettico. In fondo al giardino, sempre al Basile si deve una collinetta artificiale di gusto romantico sovrastata da un piccolo coffee house in bronzo, che riproduce una capanna orientale in bambù.